# Außer Kontrolle – Leben unter Zwang
Außer Kontrolle – Leben unter Zwang (Originaltitel: Obsessed) ist eine US-amerikanische Fernsehdokumentation, die von 2009 bis 2010 auf A&E Network ausgestrahlt wurde. Sie zeigt Personen, die an Angst- oder Zwangsstörungen leiden und dagegen therapiert werden.

## Konzept
Am Anfang jeder Episode werden zwei Personen vorgestellt, die an einer Angst- oder Zwangsstörung leiden und es wird dargestellt, wie stark sie dadurch in ihrem alltäglichen Leben beeinträchtigt sind. Im zweiten Abschnitt werden diese Personen dann mit Hilfe der kognitiven Verhaltenstherapie behandelt.